# Doros Gábor
Doros Gábor (Székelyudvarhely, 1892. március 24. – Budapest, 1980. február 16.) orvos, bőrgyógyász, egyetemi tanár.

## Életpályája
Doros György földbirtokos és Gyarmathy Ida fiaként született. Középiskolai tanulmányait szülővárosában fejezte be 1910-ben. 1910 és 1915 között a Budapesti Tudományegyetem Orvostudományi Karának hallgatója volt. 1915-ben avatták orvosdoktorrá. Az első világháború idején katonaorvosként szolgált. 1919-ben a Régi Szent János-kórházban Guszman József (1875–1951) professzor mellett dolgozott. 1920–1927 között a Nékám-klinikán gyakornok, majd tanársegéd volt. 1927–1945 között az OTI Pestújhelyi Kórházának bőrgyógyász főorvosa volt. 1929-ben egyetemi magántanári, 1941-ben rendkívüli egyetemi tanári kinevezést kapott. 1929-től a fővárosi törvényhatósági bizottság rendes tagja volt. 1945 után a XIV. kerületi Bőr- és Nemibeteggondozó Intézet szakfőorvosa lett és az Országos Bőr- és Nemikórtani Intézet munkatársa is volt. 1962–1973 között a Ganz-MÁVAG Szakrendelő Intézet bőrgyógyász főorvosaként dolgozott. 1973-ban nyugdíjba vonult.
A bőrgyógyászat és a nemibetegségek – köztük a szifilisz – vizsgálatában fontos eredményeket ért el, melyeket szakcikkei is igazoltak. 1945 után publikációit a Magyar bőrgyógyászati és venerológiai bibliográfia (Budapest, 1962) közölte.

### Családja
1923. június 30-án Budapesten házasságot kötött Tima Etelka Máriával. Két gyermekük született.

## Művei
- A nemi egészségügy problémái (Budapest, 1928)
- Küzdelem a nemibetegségek ellen (habilitáció, 1929)
- A nemibetegségek kérdése Budapesten (Budapest, 1930)
- A bőrtuberculosis szociális egészségügyi jelentősége (1930)
- A nemibetegségek Budapesten (1932)
- A nemibetegségek megelőzésére vonatkozó törvényes rendszabályok (1932)
- Újabb irányelvek az antivenereas küzdelemben (1933)
- A prostitúció kérdése (Budapest, 1934)
- A prostitúció leküzdésének kérdése Magyarországon (1934)
- A nemibetegek általános kötelező gyógykezeltetése (1934)
- Milyen esetekben van szükség a nemi betegek kényszerkezelésére (1934)
- Betegfelkutatás serologiai tömegvizsgálatok útján (1934)
- Prostitúció ellenőrzésének reformjáról (1935)
- Törvénytervezet a nemibetegségek leküzdéséről (1936)
- A bőrgümőkór kemoterápiája (1937)
- Családvédelem és küzdelem a születéscsökkentés ellen (Budapest, 1938)
- Kötelező legyen-e a házasság előtti orvosi vizsgálat (1938)
- A házasság előtti kötelező vizsgálatok orvosi nehézségei (1938)
- Csallóközi magyarok. Kulcsod község lakosságának fajélettani és foglalkozásügyi vizsgálata (Budapest, 1942)
- A család- és fajvédelem társadalmi feladatai (Budapest, 1942)
- A magyarság életereje. A nemzettest biológiája, fajegészsége és eugenikája (Budapest, 1944, 2000)